# Замок Карлсбург
48°59′55″ пн. ш. 8°28′26″ сх. д. / 48.998502777778° пн. ш. 8.4738277777778° сх. д.
Замок Карлсбург (нім. Schloss Karlsburg) — резиденція правителів Баденської династії в колишньому місті Дурлах, а нині одному з районів міста Карлсруе в німецькій землі Баден-Вюртемберг.

## Історія
Маркграф Карл II, резиденція якого перебувала у Пфорцгаймі, вирішив розширити існуючу середньовічну споруду в Дурлахі, перетворивши її на замок і перенести туди свою резиденцію.
Його спадкоємці розширювали замок, допоки французькі війська, послані французьким королем Людовиком XIV під час війни за Пфальцьку спадщину не спопелили Дурлах і Карлсбург в 1689 році.
Лише 5 чи 6 житлових будинків міста Дурлаха вціліли від вогню, а від Карлсбурга збереглися лише покої принцеси.
Руїна і грабежі знову і знову розоряли беззахисних жителів Дурлаха в той час, допоки війна не закінчилася в 1697 році.
Маркграф Фрідріх VII, що знаходився у вигнанні в Базелі, повернувся в 1698 році й в першій половині 1699 року почав відновлення замку Карлсбург.
Грандіозні плани відновлення замку, заплановані в період повної повоєнної бідності та інших наслідків військових руйнувань, призвели до суперечок з городянами, які відмовляли у підтримці.
У 1703 році робота була нарешті зупинена, лише після того, як 2 замкові крила були закінчені та зайняті сім'єю маркграфа.
Син і спадкоємець маркграфа Карл III Вільгельм вирішив в 1715 році перенести свою резиденцію з Дурлаха до нового палацу, заснувавши місто Карлсруе і поклавши край суперечкам про це зі своєю дружиною Магдаленою Вільгельміною та городянами Дурлаха.
Двір у 1718 році переїхав до нового палацу Карлсруе. Лише маркграфиня залишалася в Карлсбурзі до смерті 1743 року.

## Музеї
Сьогодні у приміщеннях замку розміщено:
- Музей Пфінцгау (нім. Pfinzgaumuseum) — історія незалежного маркграфства Дурлах та резиденції маркграфів Бадена, розвиток сільського господарства, торгівлі та індустрії[2].
- Карпатський музей (нім. Karpatenmuseum) — історія, культура, звичаї та традиції німців у Словаччині та сусідніх з нею територій